# BB 64700 / TBB 64800
,,,
Malgré leur apparence de BB 66000, dont elles ont repris la cabine de conduite, les BB 64700 sont d'anciennes BB 63500 spécialement transformées pour des manœuvres lourdes. Elles sont affectées à la pousse de débranchement dans différents triages en France. La série compte 23 machines.
Les trucks moteurs TBB 64800, issus de la transformation de BB 63500, ont vu leur châssis d'origine raccourci et la machine débarrassée de sa cabine et de son moteur diesel. Ils ne sont en fait équipés que de moteurs électriques et ne peuvent circuler que couplés aux BB 64700. Ils sont au nombre de 19.
La société Socofer a été chargée par contrat, fin 2005, de la re-motorisation de 19 de ces machines.

## Dépôts titulaires, Établissements Maintenance Traction et Technicentres BB 64700 par ordre alphabétique au gré des affectations
Dépôts titulaires, Établissement Maintenance Traction,, et Technicentre, BB 64700 par ordre alphabétique au gré des affectations 
- Achères[9],[10]
- Avignon[5],[6],[7],[8],[9]
- Le Bourget[10]
- Lens[5],[6],[7],[8]
- Longueau[8]
- Lyon-Vaise[7],[8]
- Miramas[10]
- Metz[5],[6],[7],[8],[9]
- Nantes[5]
- Sibelin[10]
- Sotteville[5],[6],[7],[8],[9]
- Strasbourg[5],[6],[7],[8],[9]
- Thionville[10]
- Villeneuve[10]
- Vénissieux[9]
- Woippy[10]

| STF | Désignation                     | Ville      | Nombre de machines |
| --- | ------------------------------- | ---------- | ------------------ |
| SLT | STF Locomotives thermiques Fret | Thionville | 14 machines        |

| Engin     | Engin d'origine | Mise en service    | Radiation         | Livrée | STF | Activités |
| --------- | --------------- | ------------------ | ----------------- | ------ | --- | --------- |
| BB 64701  | BB 63920        | 5 octobre 1988     |                   | Fret   | SLT | Fret      |
| BB 64702  | BB 63976        | 3 mars 1989        | 6 août 2015       | Fret   |     |           |
| BB 64703  | BB 63889        | 22 mai 1989        | 6 août 2015       | Fret   |     |           |
| BB 64704  | BB 63959        | 17 octobre 1989    |                   | Fret   | SLT | Fret      |
| BB 64705  | BB 63909        | 27 novembre 1989   |                   | Fret   | SLT | Fret      |
| BB 64706  | BB 63644        | 16 mars 1990       |                   | Fret   | SLT | Fret      |
| BB 64707  | BB 63980        | 29 mai 1990        |                   | Fret   | SLT | Fret      |
| BB 64708  | BB 63887        | 27 septembre 1990  |                   | Fret   | SLT | Fret      |
| BB 64709  | BB 63946        | 5 novembre 1990    |                   | Fret   | SLT | Fret      |
| BB 64710  | BB 63910        | 2 janvier 1991     |                   | Fret   | SLT | Fret      |
| BB 64711  | BB 63974        | 18 février 1991    |                   | Fret   | SLT | Fret      |
| BB 64712  | BB 63886        | 20 mars 1991       | 14 décembre 2021  | Fret   |     |           |
| BB 64713  | BB 63945        | 5 juin 1991        |                   | Fret   | SLT | Fret      |
| BB 64714  | BB 63904        | 22 juillet 1991    |                   | Fret   | SLT | Fret      |
| BB 64715  | BB 63918        | 18 septembre 1991  | 6 août 2015       | Fret   |     |           |
| BB 64716  | BB 63963        | 26 septembre 1991  |                   | Fret   | SLT | Fret      |
| BB 64717  | BB 63937        | 13 janvier 1992    | 5 novembre 2021   | Fret   |     |           |
| BB 64718  | BB 63908        | 19 février 1992    |                   | Fret   | SLT | Fret      |
| BB 64719  | BB 63892        | 13 avril 1992      |                   | Fret   | SLT | Fret      |
| BB 64720  | BB 63949        | 25 mai 1992        | 21 janvier 2009   | Arzens |     |           |
| BB 64721  | BB 63888        | 26 juin 1992       | 21 janvier 2009   | Arzens |     |           |
| BB 64722  | BB 63916        | 19 août 1992       | 20 août 2009      | Arzens |     |           |
| BB 64723  | BB 63943        | 21 septembre 1992  | 26 septembre 2007 | Arzens |     |           |
| TBB 64801 | BB 63024        | 16 janvier 1989    |                   | Fret   | SLT | Fret      |
| TBB 64802 | BB 63057        | 20 février 1989    | 6 août 2015       | Fret   |     |           |
| TBB 64803 | BB 63043        | 11 avril 1989      | 6 août 2015       | Fret   |     |           |
| TBB 64804 | BB 63080        | 12 septembre 1989  |                   | Fret   | SLT | Fret      |
| TBB 64805 | BB 63001        | 2 novembre 1989    |                   | Fret   | SLT | Fret      |
| TBB 64806 | BB 63014        | 19 janvier 1990    |                   | Fret   | SLT | Fret      |
| TBB 64807 | BB 63059        | 18 avril 1990      |                   | Fret   | SLT | Fret      |
| TBB 64808 | BB 63070        | 1er septembre 1990 |                   | Fret   | SLT | Fret      |
| TBB 64809 | BB 63051        | 22 octobre 1990    |                   | Fret   | SLT | Fret      |
| TBB 64810 | BB 63089        | 7 janvier 1991     |                   | Fret   | SLT | Fret      |
| TBB 64811 | BB 63022        | 30 avril 1991      |                   | Fret   | SLT | Fret      |
| TBB 64812 | BB 63075        | 3 septembre 1991   | 14 décembre 2021  | Fret   |     |           |
| TBB 64813 | BB 63086        | 23 octobre 1991    |                   | Fret   | SLT | Fret      |
| TBB 64814 | BB 63030        | 18 février 1992    |                   | Fret   | SLT | Fret      |
| TBB 64815 | BB 63063        | 24 février 1992    | 6 août 2015       | Fret   |     |           |
| TBB 64816 | BB 63025        | 16 mars 1992       |                   | Fret   | SLT | Fret      |
| TBB 64817 | BB 63047        | 2 juillet 1992     | 5 novembre 2021   | Fret   |     |           |
| TBB 64818 | BB 63034        | 2 juillet 1992     |                   | Fret   | SLT | Fret      |
| TBB 64819 | BB 63093        | 2 juillet 1992     |                   | Fret   | SLT | Fret      |

## Modélisme
- La firme L'Obsidienne propose à l'échelle HO trois kit de transformation pour la BB 64700 sur base de BB 63500 Roco et un kit complet pour la construction d'un TBB 64800